# Дегтярёво (озеро)
Дегтярёво (бел. Дзегцяро́ва) — озеро в Речицком районе Гомельской области Беларуси. Относится к бассейну Днепра.
Озеро располагается приблизительно в 3,5 км к востоку от города Речица, в пойме Днепра.
Площадь зеркала составляет 0,16 км². Длина — 1,5 км, наибольшая ширина — 0,09 км, длина береговой линии — 3 км.
Котловина старичного типа. Окружающая местность — преимущественно болотистая, покрытая кустарником и лесом.
Водоём соединён протокой с озером Кривой Гиров. Также имеется соединение с системой мелиорационных каналов. Вытекает ручей, впадающий в Днепр.